# Sierra de Abanilla
La sierra de Abanilla es una cadena montañosa ubicada entre las provincias de Alicante y Murcia, en España. Junto con la sierra de Crevillente, forma una línea montañosa que constituye el límite norte de la depresión del Bajo Segura.

## Descripción
A diferencia de la sierra de Crevillente, la sierra de Abanilla muestra una morfología y una composición litológica distintas. Esta cadena montañosa está compuesta principalmente por facies keuper, que incluyen bloques de diferentes litologías como ofitas, facies muschelkalk, areniscas y calcarenitas miocenas. Estos materiales y su disposición geológica han dado lugar a un paisaje caracterizado por una apariencia ruiniforme debido a la presencia de bloques englobados en las facies keuper.
La sierra de Abanilla presenta un relieve montañoso con formas irregulares y escarpadas. Las facies keuper y los bloques de diferentes litologías contribuyen a la diversidad de formas geológicas y a la singularidad de este paisaje. Las condiciones geológicas han influido en la configuración del terreno y en la creación de barrancos y crestas que añaden belleza y atractivo a la sierra.
Los primeros estudiosos que visitaron la zona propusieron explicaciones para las notables diferencias entre la sierra de Abanilla y la sierra de Crevillente. Algunos teorizaron que las sierras están constituidas por materiales subbéticos que cabalgan ampliamente sobre el prebético, con materiales de facies keuper en la sierra de Abanilla que funcionarían como la base de dicho cabalgamiento.
La sierra de Abanilla posee un valor geológico y paisajístico particular. Su paisaje ruiniforme y su composición litológica diversa la convierten en un área de interés científico y natural. Además, la sierra alberga una variedad de especies vegetales y animales adaptadas a este tipo de entorno, lo que contribuye a su riqueza biológica.